# شرق نیومکزیکو
شرق نیومکزیکو (به انگلیسی: Eastern New Mexico) یک منطقهٔ مسکونی در ایالات متحده آمریکا است که در نیومکزیکو واقع شده‌است.